# Lim Cho-cho
Florence Lim (21 de enero de 1905 – 16 de febrero de 1979), más conocida como Lim Cho-cho, fue una actriz china-canadiense del cine de la República de China y del Hong Kong británico de 1925 a 1954. Fue la segunda esposa del cineasta Lai Man-Wai y madre de los actores Lai Hang y Lai Suen. Gigi Lai es su nieta.

## Primeros años
Florence Lim nació en Victoria, Columbia Británica, Canadá, donde su abuelo, un inmigrante de Xinhui (ahora parte de Jiangmen), Cantón, China, tenía una tienda de arroz. Su padre murió cuando ella tenía 3 años. Asistió a la  Chinese Public School in Victoria lo que le permitió dominar tanto el inglés como el chino. Cuando tenía 9 años, su madre viuda se fue a Hong Kong para recibir tratamiento médico, y a los 12 años Lim se reunió con ella en Hong Kong, tras haber terminado la escuela primaria. En Hong Kong se matriculó en la Ying Wa Girls' School. Una de sus compañeras, Lai Hang-kau (que más tarde sería conocida como Lai Cheuk-cheuk), le presentó a su tío Lai Man-Wai. Aunque él era 12 años mayor que ella y ya estaba casado, Lim se casó con él como segunda esposa en 1920, cuando ella tenía 15 años.

## Carrera
La carrera de Lim Cho-cho comenzó en Hong Kong con el papel protagonista de Rouge (1925), la primera película producida por la China Sun Motion Picture Company, propiedad de su marido. En 1926, China Sun se trasladó a Shanghái, y allí Lim continuó protagonizando películas mudas como A Poet from the Sea (1927) y Romance of the Western Chamber (1927). Después de que China Sun se convirtiera en la Lianhua Film Company en 1930, protagonizó A Spray of Plum Blossoms (1931), Song of China (1935), National Customs (1935) y Song of a Kind Mother (1937). Lim destacó especialmente en papeles de madre. Su hijo Lai Hang también apareció en muchas películas de la época. En 1931, también actuó en la película india Kamar-Al-Zaman, una adaptación de un cuento de Las mil y una noches dirigida por Shah G. Agha, donde aparecía en el papel de la princesa Budur.
Durante la segunda guerra sino-japonesa (1937–1945), los Lais regresaron a Hong Kong cuando Japón invadió Shanghái en 1937. En Hong Kong, Lim siguió actuando en películas, muchas de carácter patriótico y antijaponés. Tras la invasión japonesa de Hong Kong en 1941, la familia huyó a China continental, primero a Chikan, Kaiping, Cantón, donde Lim tuvo que vender ropa vieja en la calle para llegar a fin de mes. Cuando los soldados japoneses invadieron Kaiping en 1943, huyeron de nuevo, esta vez a Guilin, Guangxi, donde dirigieron un estudio fotográfico. Al acabar la guerra, la familia regresó a Hong Kong, y Lim volvió a actuar durante otros 8 años. Tras la muerte de su esposo en 1953, se retiró para criar a sus nueve hijos. Visitó la China continental en la década de 1970 antes de morir en Hong Kong en 1979.

## Filmografía
| Año  | Título en inglés                          | Título original | Papel                 | Notas                |
| ---- | ----------------------------------------- | --------------- | --------------------- | -------------------- |
| 1925 | Rouge                                     | 胭脂            | Rouge                 | Perdida              |
| 1926 | Why Not Her                               | 玉潔冰清        | Qian Mengqi           | Perdida              |
| 1926 | The God of Peace                          | 和平之神        |                       | Perdida              |
| 1927 | A Poet from the Sea                       | 海角詩人        | Yin Meizhen           | Parcialmente perdida |
| 1927 | A Reviving Rose                           | 復活的玫瑰      |                       | Perdida              |
| 1927 | Romance of the Western Chamber            | 西廂記          | Cui Yingying          | Parcialmente perdida |
| 1928 | Avalokitesvara's Way                      | 觀音得道        |                       | Perdida              |
| 1928 | Five Revengeful Girls                     | 五女復仇        |                       | Perdida              |
| 1928 | The Retrieval of Huang Leung              | 再世因緣        |                       | Perdida              |
| 1928 | Mulan Joins the Army                      | 木蘭從軍        |                       | Perdida              |
| 1930 | Dream of the Ancient Capital              | 故都春夢        |                       | Perdida              |
| 1931 | A Spray of Plum Blossoms                  | 一剪梅          | Shi Luohua (Sylvia)   |                      |
| 1932 | Conscienceless                            | 人道            | Wu Ruolian            | Perdida              |
| 1932 | Another Dream of the Ancient Capital      | 續故都春夢      |                       | Perdida              |
| 1933 | Night in the City                         | 城市之夜        |                       | Perdida              |
| 1934 | Life                                      | 人生            |                       | Perdida              |
| 1935 | National Customs                          | 國風            | Zhang Jie             |                      |
| 1935 | A Little Angel                            | 小天使          |                       |                      |
| 1935 | Song of China                             | 天倫            | Abuela                |                      |
| 1936 | Mother's Love                             | 母愛            | Liu Fen               |                      |
| 1936 | Gateways of Body and Spirit               | 靈肉之門        |                       |                      |
| 1937 | A New-Comer's Way                         | 新人道          |                       |                      |
| 1937 | Song of a Kind Mother                     | 慈母曲          | Mother                |                      |
| 1937 | The Bomber Wen Shengcai                   | 溫生才炸孚琦    |                       |                      |
| 1938 | Love in Wartime                           | 戰雲情淚        |                       |                      |
| 1939 | Scent of a Woman                          | 女兒香          |                       |                      |
| 1940 | The General                               | 岳飛            | madre de Yue Fei      |                      |
| 1940 | Flower in a Sea of Blood                  | 血海花          |                       |                      |
| 1941 | The Good Father                           | 天涯慈父        |                       |                      |
| 1941 | On My Own                                 | 陌路妻兒        | Madam Chan            |                      |
| 1941 | Song of Retribution                       | 正氣歌          | madre de Wang Zhiming |                      |
| 1946 | The Storm                                 | 大雷雨          |                       |                      |
| 1947 | Li Chunhua                                | 麗春花          |                       |                      |
| 1949 | Gia Liang Kiang Be My Destiny             | 靜靜的嘉陵江    |                       |                      |
| 1953 | How the Valiant Dog Saved the Pretty Girl | 義犬救美        |                       | también coproductora |
| 1954 | Better Your Better Half                   | 改造太太        | madre de Ling Ping    |                      |

## En la cultura popular
En la película de 1991 Center Stage, Lim Cho-cho es interpretada por Cecilia Yip, donde habla cantonés, mandarín y inglés en su papel.